# Николаевский (Пермский край)
Николаевский — посёлок в Чернушинском районе Пермского края. Входит в состав Трушниковского сельского поселения.
Находится примерно в 14 км к югу от центра города Чернушки.

## Население
В 2005 году численность населения составляла 6 человек.
По результатам переписи 2010 года численность населения составила 11 человек, в том числе 3 мужчины и 8 женщин.

## Достопримечательности
- Никольская церковь бывшего Никольского монастыря[4].